# مردقوش لبناني
المردقوش اللبناني (باللاتينية: Origanum libanoticum) نوع نباتي من جنس المردقوش الذي يتبع الفصيلة الشفوية.

## الموئل والانتشار
ينتشر في بلاد الشام.

## مرادفات للاسم العلمي
- (باللاتينية: Amaracus libanoticus (Boiss.) Briq.)